# The Express: The Ernie Davis Story
The Express: The Ernie Davis Story (The Express: A História de Ernie Davis (português europeu) ou No Limite, a História de Ernie Davis (português brasileiro)) é um filme norte-americano de 2008. ele foi produzido por John Davis e dirigido por Gary Fleder, com enredo concebido no livro de 1983 de Charles Leavitt, Ernie Davis: The Elmira Express. O filme narra a vida do jogador de futebol da Universidade de Syracuse, Ernie Davis, o primeiro afro-americano a ganhar o Troféu Heisman, interpretado pelo ator Rob Brown. The Express explora tópicos de direitos civis, como racismo, discriminação e atletismo.

## Sinopse
Baseado na história real de Ernie Davis (1939-1963), um jogador de futebol afro-americano que conquistou o Troféu Heisman. No entanto, para alcançar a conquista, esteve exposto ao racismo de vizinhos na Pensilvânia, onde morava com seus avós durante a infância. Mais tarde, mudou-se com sua mãe para Nova Iorque e integrou a equipe da Universidade de Syracuse, sendo treinado por Ben Schwartzwalder. Conhecido também pela defesa dos direitos civis e pela igualdade dentro e fora do campo, Ernie Davis é considerado uma fonte de inspiração.

## Elenco
Os seguintes interpretes atuaram no filme:
- Rob Brown como Ernie Davis
- Dennis Quaid como Ben Schwartzwalder
- Omar Benson Miller como Jack Buckley
- Aunjanue Ellis como Marie Davis
- Clancy Brown como Roy Simmons
- Darrin Dewitt Henson como Jim Brown
- Saul Rubinek como Art Modell
- Nelsan Ellis como Will Davis, Jr.
- Charles S. Dutton como Willie "Pop" Davis
- Geoff Stults como Bob Lundy
- Evan Jones como Roger "Hound Dog" Davis
- Nicole Beharie como Sarah Ward
- Chelcie Ross como Lew Andreas
- Enver Gjokaj como Dave Sarette
- Maximilian Osinski como Gerhard Schwedes
- Chadwick Boseman como Floyd Little

## Produção

### Desenvolvimento
A premissa de The Express é baseada na história real de Ernie Davis, o atleta carismático que se tornou o primeiro afro-americano a ganhar o Troféu Heisman, a maior conquista do futebol universitário. Destacando-se no futebol desde o ensino médio, Davis foi posteriormente recrutado por dezenas de universidades predominantemente brancas. Um colunista de esportes local o apelidou de Elmira Express. Davis foi informado de sua doença terminal, leucemia, durante o verão de 1962. De acordo com Art Modell, entristecido, ele disse: "Disseram-lhe o mais gentilmente possível que era um caso incurável de leucemia. Foi horrível, mas do jeito que ele recebeu, parecia muito mais um golpe para mim e seus colegas de equipe do que para ele."
Após o período de draft da NFL, o Washington Redskins enviou Davis para Cleveland em troca do consagrado Bobby Mitchell; ele assinou um contrato de cem mil dólares com os Browns. Em 16 de maio de 1963, visitou o proprietário do Cleveland Browns, Art Modell, prometendo voltar à carreira, apesar de parecer terminalmente doente. Dois dias depois, em 18 de maio, Davis morreu da doença então incurável. O companheiro de equipe e amigo de Davis, John Brown, lembrou-o como um "homem genuíno e gentil, além de cavalheiro." O presidente John F. Kennedy chamou Davis de "um jovem notável de grande caráter" e "uma inspiração para os jovens". deste país." O livro intitulado Ernie Davis: The Elmira Express, de autoria do escritor Robert C. Gallagher, tornou-se a base do filme.

### Filmagem
As filmagens começaram em abril de 2007, realizadas em locais da área de Chicago, incluindo os colégios Lane Technical, Amundsen e J. Sterling Morton em Berwyn; a Universidade do Noroeste em Evanston; o Museu Illinois Railway em Union, o Memorial Park, a rua Walnut e a avenida Olde Western. Concluiu sua sessão de cinquenta e três dias na Universidade de Syracuse.

### Trilha sonora
A trilha sonora original do filme The Express foi lançada pela gravadora Lakeshore Records em 28 de outubro de 2008. Apresenta músicas compostas com considerável uso de violino, trombone e violoncelo. A partitura do filme foi orquestrada por Mark Isham. Michael Bauer editou as músicas do filme, que foram escritas pelos artistas Vaughn Horton, Frankie Miller, Ralph Bass, Ray Charles e Lonnie Brooks.
| The Express: Original Motion Picture Soundtrack |                         |         |  |
| N.º                                             | Título                  | Duração |  |
| 1.                                              | "Prologue"              | 1:31    |  |
| 2.                                              | "Jackie Robinson"       | 2:06    |  |
| 3.                                              | "Elmira"                | 1:57    |  |
| 4.                                              | "Lacrosse"              | 2:07    |  |
| 5.                                              | "Training"              | 4:17    |  |
| 6.                                              | "A Meeting"             | 1:17    |  |
| 7.                                              | "A Good Man"            | 5:45    |  |
| 8.                                              | "I'm Staying In"        | 1:18    |  |
| 9.                                              | "Cotton Bowl"           | 7:36    |  |
| 10.                                             | "Don't Lose Yourselves" | 4:43    |  |
| 11.                                             | "Ernie Davis"           | 1:37    |  |
| 12.                                             | "Heisman"               | 1:12    |  |
| 13.                                             | "Draft"                 | 2:35    |  |
| 14.                                             | "Rain"                  | 1:51    |  |
| 15.                                             | "I'm An Optimist"       | 2:46    |  |
| 16.                                             | "What Kind of Bottle"   | 1:49    |  |
| 17.                                             | "The Express"           | 5:02    |  |
| Duração total:                                  | Duração total:          | 49:28   |  |

## Imprecisões históricas
Jornalistas e críticos de cinema observaram que uma cena de "vitríolo racista" envolvendo o jogo de 24 de outubro de 1959 entre Syracuse e a West Virginia era fictícia e, como observou o contribuinte do Film Journal International, Frank Lovece, "transforma notavelmente em uma calúnia." Ele ressalta ainda que o jogo foi "falsamente mostrado como sendo disputado no Mountaineer Field da WVU em Morgantown, e não no Archbold Stadium de Syracuse", o campo de origem dos Orangemen na época. O quarterback de Syracuse, Dick Easterly, que jogou com Davis, disse logo após o lançamento do filme: "Não culpo as pessoas da Virgínia Ocidental por terem ficado confusas. A cena é completamente fictícia."
Bobby Lackey, zagueiro do Texas Longhorns de 1959, afirmou em 2008 que as tensões raciais e o comportamento de Longhorn retratados no clássico Cotton Bowl de ano novo de 1960 eram "histórias para tentar vender mais ingressos de cinema" e justificam a ação de seu colega de quarto, Larry Stephens, como apenas "tentando levar o cara (Davis) para uma briga, para que ele fosse jogado para fora do jogo porque seus atletas eram muito melhores que os nossos." No entanto, John Brown, atacante negro da Syracuse, afirmou que havia "adversários que os chamavam de nomes racistas em campo", incluindo um atacante do Texas que o chamou de "grande pedaço de [palavrão] suja." Brown diz que o jogador pediu desculpas e ele o perdoou. Além disso, Al Baker, o zagueiro negro de Syracuse, disse após o jogo: "Oh, eles eram ruins. Um deles cuspiu na minha cara enquanto eu carregava a bola pela linha." Patrick Whelan e Dick Easterly, dois jogadores brancos de Syracuse, disseram que, embora o filme possa ter ficcionalizado partes da história, a partida de 1960 foi o pior confronto da equipe contra o racismo.

## Repercussão

### Resposta crítica
No agregador de críticas Rotten Tomatoes, o filme tem uma classificação de aprovação de 61%, com base em 114 críticas. A classificação média é de 6.2 de 10 e o consenso crítico diz: "Este cenário biográfico esportivo inspirado na era dos direitos civis é interessante até para os que não são jogadores de futebol e apresenta um ótimo desempenho de Dennis Quaid como treinador de futebol rigoroso, mas justo". No Metacritic, que atribui uma média ponderada às críticas, o filme recebeu uma pontuação de 58 com base em 27 revisões, indicando "críticas mistas."

## Leituras posteriores
- Gallagher, Robert (2008). Ernie Davis: The Elmira Express, the Story of a Heisman Trophy Winner. [S.l.]: Bartelby Pr. ISBN 978-0-910155-75-5
- Gallagher, Robert (2008). The Express: The Ernie Davis Story. [S.l.]: Ballantine Books. ISBN 978-0-345-51086-0
- Burch, Coralee (2008). A Halo For A Helmet: The Whole Story Of Ernie Davis. [S.l.]: CreateSpace. ISBN 978-1-4404-3930-8
- Youmans, Gary (2003). The Story of the 1959 Syracuse University National Championship Football Team. [S.l.]: Campbell Road Press. ISBN 978-0-8156-8139-7
- Pennington, Bill (2004). The Heisman: Great American Stories of the Men Who Won. [S.l.]: Harper Entertainment. ISBN 978-0-06-055471-2 Verifique o valor de |url-access=registration (ajuda)
- Levy, Bill (2004). Return to Glory. [S.l.]: Nicholas Ward Publishing. ISBN 978-0-9760447-2-7
- Davis, Barbara (2006). Syracuse African Americans. [S.l.]: Arcadia Publishing. ISBN 978-0-7385-3880-8